# جنت اوسالیوان
جنت اوسالیوان (انگلیسی: Janet O'Sullivan؛ زادهٔ ۱۹۷۵/۱۹۷۴) یک فعال مدنی ایرلندی است که برای کارزارهای حق سقط جنین شناخته می‌شود. وی همچنین برای «برابری ازدواج دوجنس‌گراها» نیز فعالیت‌های فراوانی انجام داده است.
وی یکی از زنانی است که نامش در سال ۲۰۱۶ در فهرست ۱۰۰ زن اثرگذار و الهام‌بخش بی‌بی‌سی جای گرفت.